# 烏日區
烏日區前身為「烏日鄉」，位於臺灣臺中市西南部，臺中盆地西南側出口，北倚大肚山，南鄰八卦山，介於臺中市區及彰化市之間。氣候屬亞熱帶氣候，由於地處背風坡，因此雨量較少。
區境內有高鐵、臺鐵、臺中捷運等鐵路系統，並擁有三鐵共構的站點。除此以外，國道一號、國道三號、74號快速道路皆有穿越烏日區並個別設置一交流匝道，以及數條公車路線經過，因此烏日區交通極為發達便利，完善的交通網絡使其成為臺中市第一門戶，也是中彰投地區重要的交通樞紐。

## 歷史
「烏日」一語有若干種說法，有謂「烏日」是「湖日」、「凹入」的誤音，亦有考證是出於平埔族語之譯音漢字。本區並有不少地名採用平埔族語的譯音，例如：「頂朥(月胥)」在今三和里、「下朥(月胥)」則為榮泉里、「番仔園」位於東園里、「阿密哩」為光明里、「喀哩」聚落屬於今日的南里里、北里里。
清康熙末年，初有福建省漳州府南靖縣人入墾，後有平和縣人楊舜之續墾，至乾隆年間已大規模之開墾。今境內居民以楊姓為第一大姓，祖籍係屬福建省漳州府平和縣。光緒元年，今大里、太平之全部及烏日之九張犁、五張犁、阿密哩、頭前厝、羅竹湳等地脫離貓霧東堡，自成一堡。
台灣日治時期初期，烏日區分屬台中廳的大肚下堡（今烏日、湖日、三和里）、揀東下堡（學田里）、藍興堡（九德、仁德、前竹、五光、光明里）以及貓羅堡（東園、溪壩、螺潭、北里、南里、溪尾里）。1920年台灣實施五州三廳後，改為台中州大屯郡烏日，設「烏日庄役場」於今湖日里，轄區設十五保，後因庄役場不敷使用乃遷至烏日里三民街126號。
1945年中華民國政府接收日本台灣總督府轄區後，改為臺中縣大屯區烏日鄉（此時臺中縣包含今臺中市、彰化、南投兩縣縣域（不包括省轄臺中市及彰化市），縣治設於員林），1950年廢區署，改為臺中縣烏日鄉。1978年9月鄉公所遷至新興路316號新大樓辦公，原址改為烏日鄉民代表會使用。2010年12月25日，配合臺中縣市合併，臺中縣烏日鄉改稱「臺中市烏日區」。

## 地理

### 地形
烏日區位於臺中市西南部，臺中盆地中央偏南，東臨大里區、霧峰區，北鄰南屯區、南區，西接大肚區，南濱彰化縣彰化市。全區地勢偏低，海拔高度在250公尺以下，全境達八成的土地為高度0至50公尺的平原，僅西北側成功嶺屬於大肚臺地的範圍，整體地勢變化由西北向東南低降。境內北部主要為烏溪沖積平原，東園里以南地區則多屬貓羅溪沖積平原。

### 人口
根據臺中市政府民政局統計，2024年底烏日區戶數約3.2萬戶，人口約8.1萬人，區內人口最多與最少的里、人口密度最高與最少的里分別是九德里與溪尾里，2024年底兩里人口分別為15,634人與916人，人口密度分別為每平方公里約12,639人與150人，其中九德里亦為臺中市人口第九大里。

## 政治

### 歷任首長
長
- 鄭以春：1920年7月－1933年7月

鄉長
- 林春木：1945年10月－1948年11月
- 陳添旺：1948年11月－1953年7月
- 林坤南：1953年7月－1956年7月
- 陳添旺：1956年7月－1964年3月
- 簡本：1964年3月－1968年3月
- 林欽濃：1968年3月－1977年12月
- 林錦泉：1977年12月－1985年6月
- 陳萬富：1986年3月－1994年2月
- 林榮樺：1994年3月－1998年2月
- 謝蒼海：1998年3月1日－2006年2月28日
- 陳芳隆：2006年3月1日－2010年12月24日

區長
- 陳芳隆：2010年12月25日－2014年12月24日
- 陳雲亮：2014年12月25日－2015年8月24日
- 林峰輝：2015年8月24日－2019年2月12日
- 陳嘉榮：2019年2月12日－2021年2月8日
- 林崇懿：2021年1月8日－現任

### 區政組織

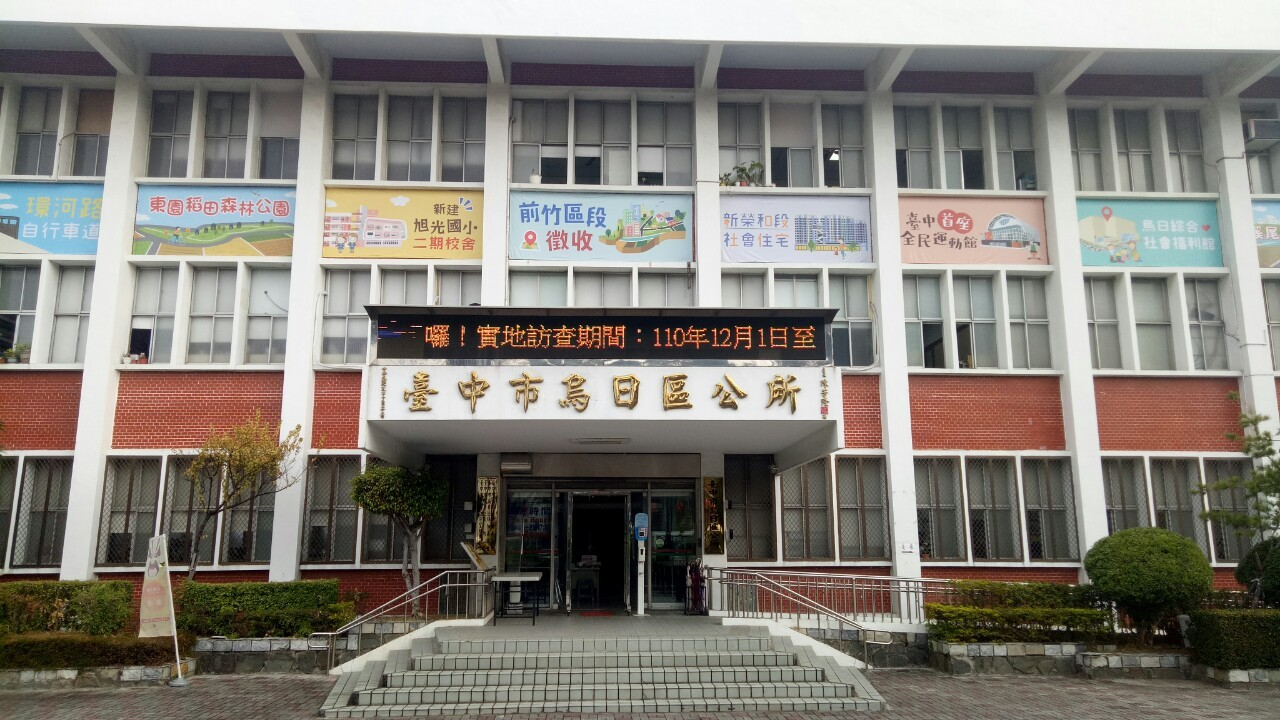
烏日區公所

烏日區公所是臺中市政府在烏日區的行政機關，在中華民國政府架構中為市政府綜理區政的執行機關，上級業務監督機關為臺中市政府。区长由市長任命，其任期為無任期保障。在區長及主任秘書之下，設有5課4室等9個內部單位。

### 行政區
現今烏日區行政範圍的確立，來自於1920年，日本將臺灣十二廳改為五州二廳，設烏日庄屬臺中州大屯郡。烏日庄轄烏日、朥(月胥)、九張犁、五張犁、阿密哩、頭前厝、蘆竹湳、溪心埧、喀哩、同安厝、學田等11個大字。1945年，改為「烏日鄉」，屬臺中縣大屯區。1950年，裁撤區署，烏日鄉改直隸於臺中縣。2010年12月25日，臺中縣市合併改制為直轄市，烏日鄉改制為市轄區「烏日區」，隸屬臺中市。
烏日區共轄16里，其行政區域分布情形為：
| 烏日區行政區劃 |        |      |        |      |        |      |        |
|                |        |      |        |      |        |      |        |
| 編號           | 里名   | 編號 | 里名   | 編號 | 里名   | 編號 | 里名   |
| 1              | 榮泉里 | 2    | 三和里 | 3    | 學田   | 4    | 湖日   |
| 5              | 烏日   | 6    | 九德里 | 7    | 仁德里 | 8    | 前竹里 |
| 9              | 五光里 | 10   | 光明里 | 11   | 溪埧里 | 12   | 東園里 |
| 13             | 螺潭   | 14   | 北里里 | 15   | 南里里 | 16   | 溪尾里 |

### 警政治安
烏日區的治安由臺中市政府警察局烏日分局負責，在區內設有烏日派出所、溪尾駐在所、溪南派出所、三和派出所及五光派出所。

### 選舉
烏日區與沙鹿區、龍井區、大肚區及霧峰區劃分為臺中市第二選舉區，現任立委是顏寬恒。

## 金融
- 臺灣土地銀行烏日分行
- 合作金庫銀行烏日分行
- 臺灣中小企業銀行烏日分行
- 台中銀行烏日分行
- 玉山銀行烏日分行（實際地址位於台中市南區復興路一段201號）
- 花蓮第二信用烏日分社
- 三信商業銀行烏日分行

## 教育

### 高級中學
- 臺中市私立明道高級中學

### 國民中學
- 臺中市立烏日國民中學
- 臺中市立光德國民中學
- 臺中市立溪南國民中學
- 臺中市私立明道高級中學國中部

### 國民小學
溪北地區
- 臺中市烏日區烏日國民小學
- 臺中市烏日區九德國民小學
- 臺中市烏日區僑仁國民小學
- 臺中市烏日區五光國民小學
- 臺中市烏日區旭光國民小學

溪南地區
- 臺中市烏日區東園國民小學
- 臺中市烏日區喀哩國民小學
- 臺中市烏日區溪尾國民小學

### 實驗學校
- 華德福大地實驗教育學校
- 臺中市楓樹腳實驗教育機構

### 公立圖書館
- 台中市立圖書館烏日分館

## 醫療機構
- 林新醫療社團法人烏日林新醫院
- 烏日澄清醫院

## 交通

### 公路

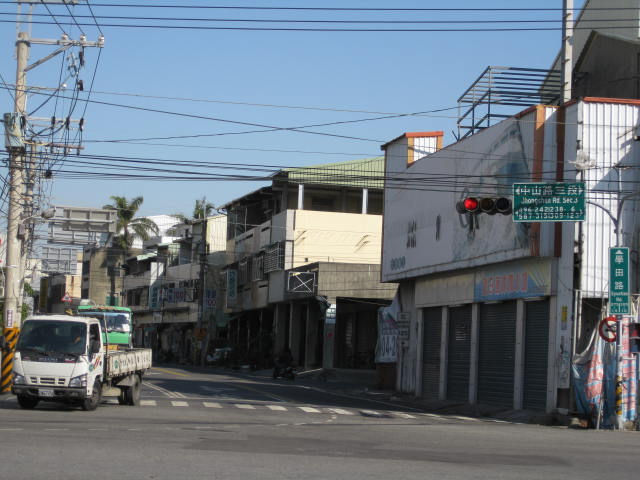
學田路口全景，橫向道路是台1乙線

國道、省道
- 中山高速公路：王田交流道
- 福爾摩沙高速公路：烏日交流道
- 台74線：成功交流道
- 台1線
- 中山路

市道
- 市道125號：南屯區－烏日區
- 市道127號：南屯區－烏日區－霧峰區

其他主要道路
- 環中路
- 新興路
- 五光路：東接大里區大里路
- 光日路：北接南屯區黎明路
- 學田路：北接南屯區忠勇路
- 三榮路：全段位於臺中高鐵特區
- 光明路
- 溪南路：東接霧峰區丁台路
- 高鐵路
- 建國路：北接南區
- 環河路：東接大里區

### 大眾運輸

#### 軌道運輸
台灣高鐵
- 台灣高速鐵路：台中站

臺灣鐵路
- 臺中線：烏日車站 – 新烏日車站 – 成功車站
- 成追線：成功車站

 台中捷運
- 烏日文心北屯線：116 九張犁站 – 117 九德站 – 118 烏日站 – 119 高鐵台中站

#### 公車客運
臺中市市區公車
- 本表更新時間為2025年1月4日。

| 市區公車 編號 | 業者       | 營運區間                               | 備註 |
| 3             | 統聯客運   | 東山高中－新烏日車站                   | 經修平科技大學、長億高中、慈明高中、大里高中、僑泰高中、臺中高工                                              |
| 26            | 台中客運   | 新民高中－嶺東科技大學                 | 行駛於三民路、南屯路 經臺中科技大學、一中商圈、中友百貨                                                       |
| 33            | 台中客運   | 僑光科技大學－高鐵臺中站               | 行駛於進化路、文心路、烏日區新興路 經臺中車站、新光三越、中興大學、逢甲大學、臺中高工                         |
| 37            | 中台灣客運 | 高鐵臺中站－橫山                       | 行駛於西屯路 經臺中車站、臺中教育大學、僑光科技大學、逢甲大學                                                 |
| 39            | 建明客運   | 新烏日車站－立新國小                   | 行駛於五光路                                                                                                  |
| 54            | 台中客運   | 下港尾－樹仔腳                         | 行駛於黎明路、中清路                                                                                          |
| 56            | 統聯客運   | 新光里（新福路）－烏日長壽公園         | 行駛於五權西路 經臺中車站、臺中一中、嶺東科技大學、新烏日車站、臺中高鐵特區                                   |
| 70            | 台中客運   | 嶺東科技大學－綠川東站－嶺東科技大學   | 為單循環路線，行駛於東興路、永春東路 經臺中科技大學、一中商圈、中友百貨、新民高中                             |
| 74            | 中鹿客運   | 太平－嶺東科技大學                     | 行駛於台74線，實際營運區間為太平國小至仁友停車場 經太平、潭子頭家厝地區、西屯朝馬、烏日高鐵地區、南屯春社地區 |
| 74繞          | 中鹿客運   | 太平－嶺東科技大學                     | 行駛於台74線，實際營運區間為太平國小至仁友停車場 繞駛臺中市議會                                               |
| 82延          | 台中客運   | 水湳－高鐵臺中站                       | 行駛於復興路、三民路、崇德路、文心路、中清路 經臺中車站、臺中科技大學、一中商圈、中友百貨、新民高中、臺中高工 |
| 93            | 台中客運   | 大甲銅安厝－新烏日車站                 | 海環線 |
| 99            | 中鹿客運   | 精武車站－嶺東科技大學                 | 經高鐵臺中站                                                                                                  |
| 99延          | 中鹿客運   | 精武車站－臺中區監理所（遊園路）       | 經高鐵臺中站                                                                                                  |
| 100           | 台中客運   | 高鐵臺中站－臺中車站（臺灣大道）       | 復興幹線 |
| 101           | 台中客運   | 敦化公園－彰化                         | 行駛於復興路、中清路，彰化市中山路                                                                            |
| 105           | 中鹿客運   | 四張犁－龍井                           | 實際營運區間為四張犁國小至龍山國小（山腳里）                                                                  |
| 105副         | 中鹿客運   | 四張犁－大道國中校門口                 | |
| 105區2        | 中鹿客運   | 臺中高工－四張犁                       | |
| 105延         | 中鹿客運   | 四張犁－龍津高中                       | |
| 133           | 台中客運   | 新烏日車站－朝陽科技大學               | 行駛於文心南路、大里區德芳南路，與全航客運158路所屬不同路權                                                   |
| 151           | 中台灣客運 | 高鐵臺中站－朝陽科技大學               | 經亞大醫院、亞洲大學、霧峰農工                                                                                |
| 151區         | 中台灣客運 | 高鐵臺中站－亞洲大學                   | |
| 151延         | 中台灣客運 | 臺中市議會－朝陽科技大學               | 經新光三越、高鐵臺中站、亞大醫院、亞洲大學、霧峰農工                                                          |
| 153           | 豐原客運   | 高鐵臺中站－谷關                       | 經臺中市政府                                                                                                  |
| 153區         | 豐原客運   | 高鐵臺中站－東勢高工                   | |
| 155           | 中台灣客運 | 高鐵臺中站－麗寶樂園                   | 經朝馬、后里區公所                                                                                            |
| 155副         | 中台灣客運 | 高鐵臺中站－麗寶樂園                   | 后里區路段行駛於十甲路 經統聯轉運站                                                                           |
| 156           | 台中客運   | 高鐵臺中站－臺中國際機場               | 主要行駛於台74線及中清路 經港尾、大華國中、大雅、大明國小、六張犁、公明里                                     |
| 158           | 全航客運   | 高鐵臺中站－朝陽科技大學               | 經臺中車站、竹子坑，與台中客運133路所屬不同路權                                                               |
| 159           | 統聯客運   | 高鐵臺中站－臺中公園                   | 高鐵快捷公車                                                                                                  |
| 160           | 和欣客運   | 高鐵臺中站－文修停車場                 | 經黎明新村、朝馬轉運站、逢甲大學、僑光科技大學                                                                |
| 161           | 和欣客運   | 高鐵臺中站－中科管理局                 | 經臺中國家歌劇院、朝馬、臺中榮總、宜寧中學                                                                    |
| 161副         | 和欣客運   | 高鐵臺中站－中科管理局                 | 不停靠臺中榮總，改停靠玉門西屯路口                                                                            |
| 242           | 統聯客運   | 鐵臺中站－吉星社區                     | 經臺中車站、臺中家商、一江橋                                                                                  |
| 245           | 台中客運   | 頂街（沙田路）－亞大醫院               | 經臺中高鐵特區、烏日林新醫院、烏日溪南                                                                        |
| 245繞         | 台中客運   | 頂街（沙田路）－亞大醫院               | 繞駛至大道國中校門口                                                                                          |
| 248           | 台中客運   | 新烏日車站－修平科技大學               | 行駛於環河路                                                                                                  |
| 281           | 中台灣客運 | 新建國市場－霧峰農工                   | 經臺中車站、大里、烏日溪南                                                                                    |
| 281副         | 中台灣客運 | 新建國市場－霧峰農工                   | 繞駛至新烏日車站，每日單邊2班次繞駛                                                                           |
| 281延         | 中台灣客運 | 新光里（新福路）－朝陽科技大學第二宿舍 | 經臺中車站、大里、烏日溪南、朝陽科技大學                                                                      |
| 365           | 台中客運   | 高鐵臺中站－國安社區（宜寧中學）       | 經草悟道、新光三越                                                                                            |
| 617           | 中鹿客運   | 臺中港旅客服務中心－仁友停車場         | 大部分行駛台1線                                                                                               |
| 綠1           | 中鹿客運   | 捷運北屯總站－仁友停車場               | [ 16 ] |

小黃公車
臺中市小黃公車是由臺中市政府交通局推動的公車系統之一，於2017年4月1日啟用，路線皆採固定時間發車且免費搭乘，乘車需於前一天預約，預約人數較多時則安排多輛計程車以提供載客服務，當中僅無臺中市市區公車行駛、停靠之路段可隨招隨停，以擴大公共運輸服務範圍至年長者、行動不便、偏遠地區、攜帶大型行李的民眾。行經烏日區的小黃公車路線有黃8路（花東新村至喀哩）、黃25路（捷運九德站至溪尾國小）等2條，提供北里、南里、九德、仁德、光明、溪埧、東園、螺潭、溪尾等9個里的居民搭乘。
客運
公路客運
| 公路總局編號 | 業者                         | 營運區間                 | 備註                 |
| 6670         | 南投客運                     | 臺中－高鐵台中站－日月潭 | 台灣好行日月潭線     |
| 6735         | 員林客運                     | 臺中－二水               |                      |
| 6736         | 員林客運                     | 臺中－二林               |                      |
| 6737         | 員林客運                     | 臺中－西港               | 經高鐵台中站         |
| 6738         | 員林客運                     | 臺中－二林－王功         | 經高鐵台中站         |
| 6882         | 員林客運                     | 臺中－西螺               | 經高鐵台中站         |
| 6883         | 南投客運、員林客運、彰化客運 | 臺中－高鐵台中站－溪頭   | 台灣好行溪頭線       |
| 6933         | 彰化客運                     | 鹿港－彰化－臺中         | 部份班次經高鐵台中站 |
| 6935         | 彰化客運                     | 水尾－彰化－臺中         |                      |
| 6936         | 彰化客運                     | 高鐵台中站－彰化－鹿港   | 台灣好行鹿港線       |
| 6937         | 彰化客運                     | 臺中－高鐵台中站－田尾   |                      |

國道客運
| 路線編號 | 業者     | 營運區間                  | 備註                 |
| 1621     | 統聯客運 | 台中－高雄                |                      |
| 1657     | 統聯客運 | 高鐵台中站－國道3號－南投 | 經草屯               |
| 6188     | 台中客運 | 台中－竹山                | 部分班次經高鐵台中站 |

- 烏日轉運中心：臺中市政府規劃興建八大轉運中心[21]，包括台中、朝馬、水湳、烏日、霧峰、豐原、沙鹿、大甲等轉運中心。[22]（規劃中）

### 公共自行車
臺中市公共自行車租賃系統（iBike）是臺中市政府推動的公共自行車租賃系統，2013年6月開始規劃建置，2014年7月18日開始營運，2017年5月16日使用次數突破一千萬人次，烏日區已於2016年12月1日正式引進YouBike1.0系統，並於2020年12月18日引進YouBike2.0系統，與北屯區、西屯區、南屯區及北區為臺中市首個引進YouBike2.0系統站點的行政區，2023年6月28日全面停止營運YouBike1.0系統，改為僅營運YouBike2.0系統。資料截至2024年12月31日，YouBike2.0系統已於烏日區設有61個站點，並可甲地租車、乙地還車，提供民眾租借使用。

### 通訊
溪尾里電信區號為南投縣的049（與彰化縣芬園鄉同為252開頭的7碼電話號碼），而非臺中市的04。

## 觀光旅遊

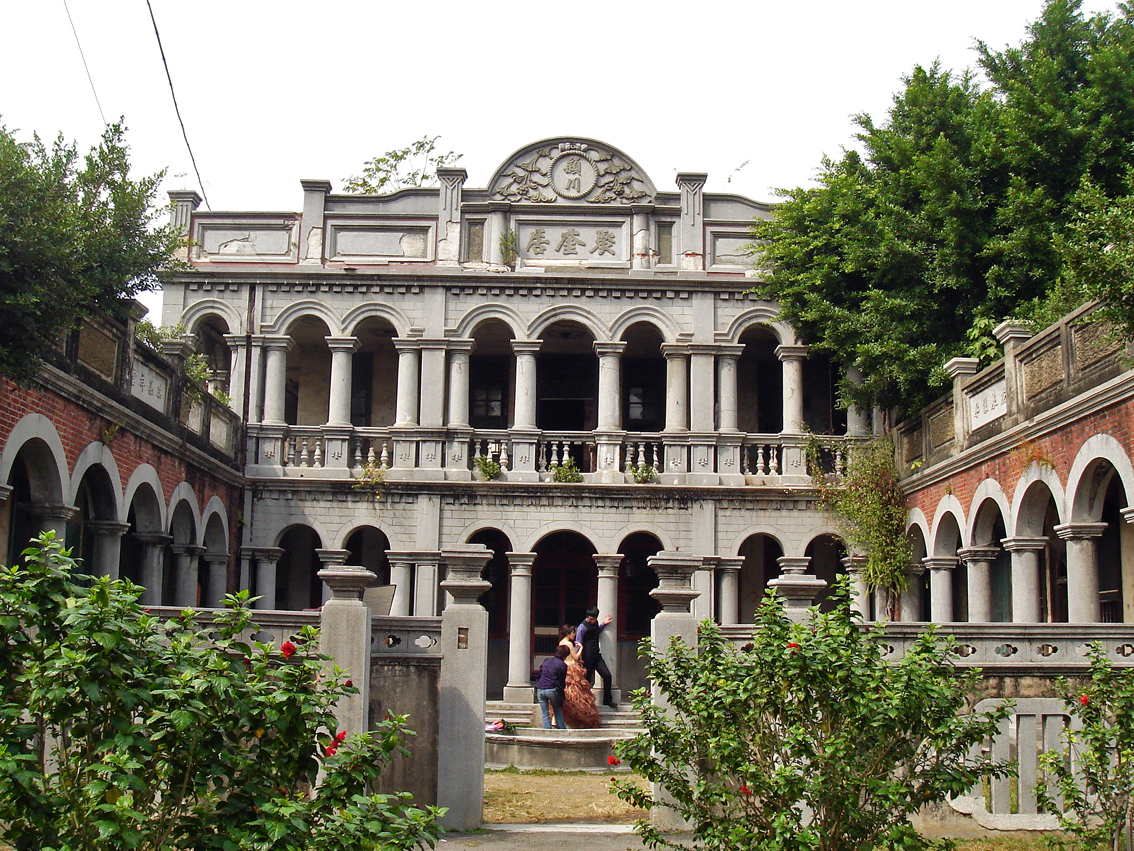
烏日聚奎居

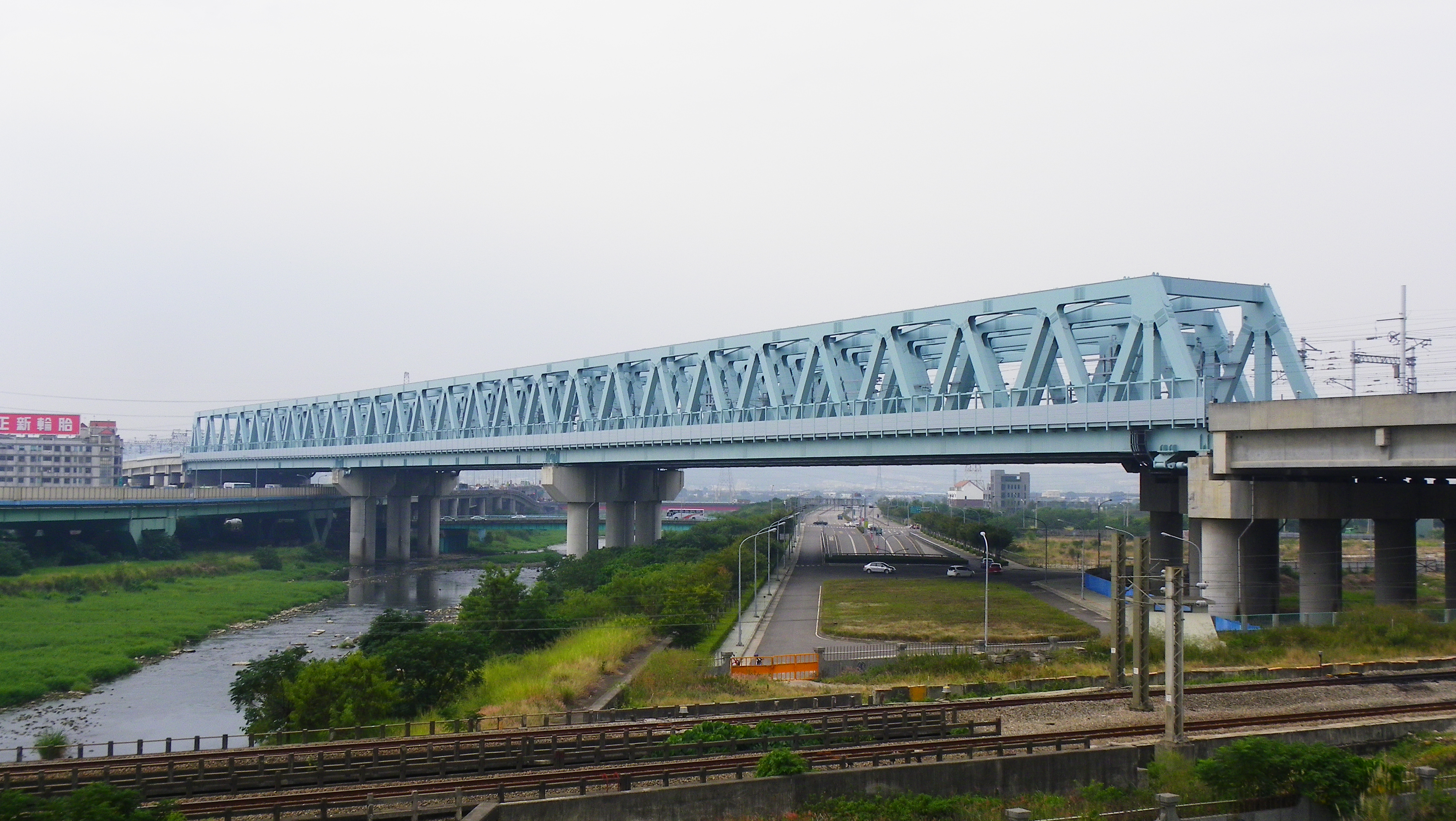
高鐵跨距鋼橋

### 人文景點
宗教
- 玉闕朝仁宮
- 臺中六房媽廟
- 烏日武澤殿烏日金虎爺分會

文化資產
- 聚奎居：市定古蹟
- ：歷史建築
- 烏日警察官吏派出所：歷史建築
- 烏日車站舊站長宿舍：歷史建築（待整修 未開放）

商圈夜市
- 明道花園城：位於明道中學旁，範圍以興祥街為核心，向外包含中山路一段、信義街、僑仁街、光德路。
- 烏日觀光夜市：位於光日路。（已結束營業）

其他
烏日鬼屋 五光路 
- 烏日啤酒廠
- 高鐵臺中站—新烏日車站、捷運高鐵台中站商店街
- 高鐵跨距鋼橋（全長410公尺，全國最大最長的跨距鋼橋）
- 臺中國際展覽館
- 順德堂：建於1929年（未開放）
- 慶德堂：建於1927年（未開放）
- 嘉德堂：建於1927年（未開放）
- 林溪泉宅：建於1945年（未開放）
- 廣德堂：建於1950年（未開放）
- 宗德堂：建於1961年（未開放）
- 烏日善光寺

### 自然景觀
- 麻園頭溪溪濱公園
- 烏溪螺潭段
- 五光社區自行車道
- 知高圳步道
- 烏日茄苳娘
- 厝仔福德祠黃連木

## 未來建設
- 臺中捷運綠線彰化延伸線：交通部交通部審議中[29]
- D-ONE第一大天地(高鐵娛樂購物城)[30]
- 烏日全民運動館[31]

## 外部連結
- 烏日區公所 （页面存档备份，存于）